# Grube Phönix 1–4
Die elektrischen Tagebaulokomotiven Grube Phönix 1–4 wurden 1929 bei AEG gebaut und für den Tagebau Phönix verwendet.
Betrieben wurden die Lokomotiven bis 1956 und dann ausgemustert und verschrottet.

## Geschichte
In der Grube Phönix wurden die ersten elektrischen Tagebaulokomotiven schon seit 1907 für den Abraumbetrieb verwendet.
Für die Kohleförderung wurden bis Anfang 1930 Kettenbahn verwendet. Durch die ständig länger werdenden Förderwege wurde die Kohleförderung nach 1930 für eine Großraumförderung auf Kohlenbahn umgestellt und dafür diese vier Lokomotiven bei AEG bestellt. Die Lokomotiven sollten einen Sechs-Wagen-Vollzug, bestehend aus 35 m3-Kohlewagen aus dem Tagebau über eine Steigung von 15 ‰ auf die Rasensohle und zum neuen Bunker der Brikettfabrik zu befördern. Die Lokomotiven erreichten mit diesem Zug in der Ebene eine Geschwindigkeit von 20 km/h. Im Mai 1931 wurde die Förderbahn eröffnet. Mit der Förderbahn war das Werk Phönix in der Lage, 2000 t Briketts täglich herzustellen.
Durch Neuerschließungen waren neue Förderbahnen mit Steigungen bis zu 25 ‰ erforderlich, denen die Lokomotiven nicht mehr gewachsen waren. Dafür wurden zwei weitere 60-t-Lokomotiven von AEG erforderlich. Zusätzlich wurden zwei vorhandene Lokomotiven zu Doppellokomotiven umgebaut.
Nach dem Zweiten Weltkrieg wurden die nun auf 600 V Gleichspannung umgebauten Lokomotiven weiter im Kohlefahrbetrieb verwendet. Eine Änderung kam erst Mitte der 1950er Jahr, als die Fahrleitung einheitlich auf 1200 V umgestellt wurde. Die alten Lokomotiven mit 600 V-Technik wurden 1956 ausgemustert.

## Technik
Die Lokomotiven hatten einen Mittelführerstand, die Achsfolge Bo' und beidseitig relativ hochliegende Vorbauten. Mechanisch entsprachen sie einer Standardform, wie sie bei AEG seit 1907 für verschiedene Kunden gebaut wurden. Sie waren mit einer Mittelpufferkupplung für den Betrieb von Wagen in Tagebauen ausgerüstet. Auf dem Führerhausdach waren die Stromabnehmer, bestehend aus Haupt- und zwei seitlichen Hilfsstromabnehmern, die gerade angeordnet waren, angeordnet.
Die elektrische Ausrüstung bestand aus Gleichstromtechnik, wo über die elektrische Spannung von der Fahrleitung über den zentral gelegenen Nockenfahrschalter mit der Widerstandssteuerung die elektrischen Fahrmotoren angetrieben wurden, die als Reihenschlussmaschinen ausgeführt waren. Die Druckluft für die Druckluftbremse wurde von zwei Kompressoren erzeugt, der Fahrschalter besaß eine kräftige Funkenblaseinrichtung für jeden Kontaktfinger. Die zuerst gelieferte Lok besaß einen Kilowattstundenzähler. Bis 1953 müssen die Fahrzeuge auf den Betrieb unter 600 V = umgestellt worden sein, wozu ein neuer Fahrschalter, teils neue Widerstände und ein neuer Kompressormotor nötig waren.
1942 wurden zwei Lokomotiven zu einer Doppellokomotive umgebaut. Für den Betrieb mit Vielfachsteuerung musste der Kontroller der Lok in einem Führerhaus untergebracht werden, was bedingte, diesen Führerstand mit einer Schiebetür zu versehen.